# Phillip Collin
Phillip Collin est un joueur allemand de volley-ball né le 28 octobre 1990 à Neubrandenbourg (Mecklembourg-Poméranie-Occidentale). Il mesure 2,04 m et joue central. Il totalise 66 sélections en équipe d'Allemagne.

## Biographie
International allemand recruté par le TVB en 2013, Collin a été suspendu pendant un an pour avoir négligé à plusieurs reprises de donner sa localisation dans le cadre du suivi antidopage.

## Clubs
| Club                 | De        | À         |
| -------------------- | --------- | --------- |
| CV Mitteldeutschland | 2009-2010 | 2011-2012 |
| VC Dresde            | 2012-2013 | 2012-2013 |
| Tours Volley-Ball    | 2013-2014 | 2013-2014 |
| Tours Volley-Ball    | 2013-2014 | 2016-2017 |
| VfB Friedrichshafen  | 2017-2018 |           |

## Palmarès
- Championnat de France (1) :
  - Vainqueur : 2014
- Coupe de France (1) :
  - Vainqueur : 2014
- Supercoupe de France (1) :
  - Vainqueur : 2015
- Coupe de la CEV (1) :
  - Vainqueur : 2017